# Library Genesis
Library Genesis (LibGen) – biblioteka cyfrowa typu shadow library zawierająca artykuły z czasopism naukowych, książki (przede wszystkim akademickie, ale także komiksy, audiobooki i czasopisma). Witryna znane jest z tego, że umożliwia bezpłatny dostęp do treści, które w inny sposób są płatne lub nie zostały zdigitalizowane gdzie indziej. LibGen określa się jako „agregator linków”, dostarczając przeszukiwalną bazę danych elementów „zebranych z publicznie dostępnych publicznych zasobów internetowych” oraz plików przesłanych „od użytkowników”. W 28 lipca 2019 r. LibGen twierdziło, że ma ponad 2,4 miliona książek naukowych lub popularnonaukowych, 2,2 miliona książek beletrystycznych, 80 milionów artykułów z czasopism naukowych, 2 miliony komiksów,  i 0,4 miliona pełnych wydań czasopism.
LibGen zapewnia dostęp do dzieł chronionych prawem autorskim, takich jak pliki PDF z treściami z portalu internetowego ScienceDirect firmy Elsevier. Wydawcy tacy jak Elsevier oskarżyli Library Genesis o piractwo internetowe. Witryna ma jednak licznych zwolenników wśród aktywistów wolnego dostępu a także samych pracowników naukowych, którzy twierdzą, że wydawcy akademiccy nieuczciwie korzystają z badań finansowanych przez rząd, pisanych przez naukowców, z których wielu jest zatrudnionych na uniwersytetach publicznych (i w ten sposób podatnicy de fakto finansują prywatne firmy), oraz że LibGen pomaga rozpowszechniać badania, które powinny być swobodnie dostępne od początku.